# Saint-Paul-en-Gâtine

Saint-Paul-en-Gâtine este o comună în departamentul Deux-Sèvres, Franța. În 2009 avea o populație de 447 de locuitori.